# Higher Education Contribution Scheme
HECS steht für „Higher Education Contribution Scheme“ bzw. seit 2005 HELP steht für „Higher Education Loan Programme“  und bezeichnet das australische Modell zur Erhebung von Studiengebühren; in der deutschen Diskussion wird HECS oftmals als „System nachlaufender Studiengebühren“ übersetzt.
Ende der 1980er Jahre wurde die australische Hochschullandschaft grundlegend umstrukturiert, um breiteren Schichten der Bevölkerung Zugang zu Hochschulbildung zu ermöglichen. Das White Paper mit dem Titel 'Higher Education: A Policy Statement' aus dem Jahre 1988 erteilt detailliert Auskunft über die angestrebten Reformen, die u. a. die Forderung nach Einführung von Studiengebühren beinhalteten. Nachdem Studiengebühren im Jahre 1974 abgeschafft worden waren, wurden diese dann 1989 nach dem HECS-Modell landesweit wieder eingeführt.
Entwickelt wurde HECS von Bruce Chapman, Professor für Volkswirtschaftslehre an der Australian National University in Canberra. Dieses Beitragsmodell sieht vor, dass Studiengebühren mittels eines staatlichen Kredits vorfinanziert werden und die Rückzahlung erst nach Eintritt ins Berufsleben beginnt. Das soziale Element von HECS besteht aus drei Komponenten: Erstens wird dieser Kredit zinslos gewährt, zweitens greift die Verpflichtung zur Rückerstattung der Studiengebühren erst dann, wenn die Einkünfte des Schuldners eine festgelegte Schwelle überschreiten, und drittens erfolgt die Rückzahlung in einkommensabhängigen Raten; diese drei Komponenten unterscheiden HECS etwa vom amerikanischen oder britischen Gebührenmodell. Eine sofortige und komplette Entrichtung der Studiengebühren vor Beginn des jeweiligen Studienjahres wird mit einem Nachlass von 20 % honoriert.

## Aktuelle Entwicklungen
Auch wenn diese Grundpfeiler nicht angetastet wurden, so nimmt die australische Regierung doch Einfluss auf HECS, indem sie zum einen die Höhe der Studiengebühren indirekt festlegt, als auch gesetzlich regelt, ab welcher Höhe des Bruttoeinkommens die Verpflichtung zur Rückzahlung greift. Im Jahr 2005 wurden die Regelungen wie folgt aktualisiert: In Abhängigkeit vom aktuellen Bruttoeinkommen werden zwischen 4 % (ab AUS-$ 30.000 Bruttoeinkommen) und 8 % (ab AUS-$ 60.000 Bruttoeinkommen) des Verdienstes in Form einer Steuer an das Australian Taxation Office (ATO) abgeführt; unterhalb der Einkommensschwelle von AUS-$ 30.000 besteht keine Pflicht zur Rückzahlung.
Zum Zeitpunkt der Einführung von HECS im Jahre 1989 zahlten die Studierenden unabhängig vom Studienfach einen Einheitstarif von AUS-$ 2400 pro Jahr. Nach dem Regierungswechsel 1996, bei dem die rechtskonservative Liberal Party unter dem Premierminister John Howard die Macht übernahm, wurden die Gebühren drastisch angehoben und die Einheitsgebühr zunächst durch einen Dreistufentarif, ab 2004 durch einen Vierstufentarif ersetzt. Relativ zum prognostizierten späteren Einkommen wurden die Studiengebühren nach Fächern gestaffelt: Die höchsten Studiengebühren fallen in den Fächern Rechtswissenschaften und Medizin an, die Naturwissenschaften liegen an zweiter Stelle der Gebührenskala, während ein Abschluss in den Sozial- und Geisteswissenschaften vergleichsweise preiswert ist. Die vierte – und preiswerteste – Stufe bilden Studiengänge, die von der Regierung als 'national priorities' klassifiziert werden. Dies sind derzeit Pflege- und Erziehungswissenschaften, da hier ein Mangel an Arbeitskräften vorherrscht, und mit künstlich niedrig gehaltenen Studiengebühren die Nachfrage nach diesen Studienangeboten angekurbelt werden soll.
Wie aus der Einstufung von Jura als vergleichsweise kostengünstiger Buchwissenschaft in die teuerste Kategorie ersichtlich ist, bilden nicht die tatsächlich anfallenden Kosten für einen Studienplatz das Kriterium für die Höhe der Studiengebühren, sondern alleine die prognostizierte ökonomische Wertigkeit.
Eine weitere Modifikation des ursprünglichen HECS-Konzeptes stellt der Modus der Studienplatzvergabe dar. Australische Staatsangehörige haben Anspruch auf sogenannte Commonwealth supported Studienplätze. Der Zugang zu diesen Kursen steht prinzipiell allen Australiern offen, ist jedoch – vereinfacht dargestellt – abhängig von deren Abiturnote und deren Alter. Erhält ein australischer Student für seinen Wunschkurs keine Zulassung aufgrund einer schlechten Abiturnote oder aufgrund einer nicht ausreichenden Anzahl von Plätzen, so kann er dennoch eine Zulassung als full fee paying student beantragen; bis zu 35 Prozent der Studienplätze dürfen an einheimische full fee paying students vergeben werden. Dann werden beispielsweise bei einem Studenten der Rechtswissenschaften anstelle von AUS-$ 8.018 als Commonwealth supported student die Summe von AUS-$ 19.200 als full fee paying student fällig, bei einem Abschluss in den Geisteswissenschaften AUS-$ 15.120 anstelle von AUS-$ 4.808.

## Wertung
Australien hat in den letzten Jahren im Kontext der in Deutschland geführten Diskussion um die Einführung von Studiengebühren eine beispiellos gute Presse erhalten für sein System der nachlaufenden Studiengebühren, das seinen Befürwortern als fair und sozial ausgewogen gilt. HECS macht die Studienfinanzierung unabhängig von der sozialen Herkunft und koppelt sie an das zukünftige Einkommen:  Somit muss nur derjenige den Kredit zurückzahlen, der einen finanziellen Vorteil aus seinem Studium gezogen hat.
Doch gibt es auch negative Entwicklungen: Der Staat nimmt die Erhebung von Studiengebühren zum Anlass, sich in einem immer stärkeren Maße aus der Hochschulfinanzierung zurückzuziehen. Zu diesem Ergebnis kommt eine Studie des australischen Hochschullehrerverbandes (National Tertiary Education Union, NTEU). So beeindruckend die absolute Höhe der erhobenen Studiengebühren und so groß deren prozentualer Anteil am Hochschulbudget auch ist, so wenig profitieren die Universitäten davon direkt. Dennoch sind die Hochschulen mehr denn je auf diese Einkommensquelle angewiesen, da die staatlichen Zuwendungen kontinuierlich abnehmen: Machten im Jahre 1992 die Zuschüsse der Regierung auf Bundesebene noch 66 Prozent der Hochschulbudgets aus, so sank dieser Anteil 2001 auf nur noch 41 Prozent; für das Jahr 2005 dürften die Zuwendungen deutlich unter 40 Prozent liegen und in den kommenden Jahren auch weiterhin sinken.
Doch auch für die Regierung selbst könnte sich HECS als Bumerang erweisen: Derzeit übersteigen die gewährten HECS-Kredite die geleisteten Rückzahlungen um ca. AUS-$ 9 Milliarden; bis zum Jahr 2007 gehen konservative Prognosen gar von einem Defizit in Höhe von AUS-$ 15 Milliarden aus. Die Gründe dafür sind in dem Umstand zu suchen, dass es nicht allen Hochschulabsolventen gelingt, die Einkommensschwelle von AUS-$ 30.000 zu erreichen und sie somit von der Rückzahlungspflicht ausgenommen sind. Auch die große Zahl von Australiern, die ihrem Heimatland nach Abschluss des Studiums den Rücken kehren, um in den USA oder in Großbritannien zu arbeiten, sind von der Rückzahlungspflicht ausgenommen.
Da das HECS-Defizit letztlich von der öffentlichen Hand gedeckt werden muss, gerät die Finanzplanung der Regierung in Schieflage. In der Folge werden die Studiengebühren schrittweise immer weiter angehoben, während die geringen Rückzahlungsquoten zu einem stetigen Senken der Einkommensschwelle geführt haben, ab der die Pflicht zur Rückzahlung greift.

## Weitere Informationen
- Klemens Himpele, Lars Schewe: The Government pockets the difference! In: Bund demokratischer WissenschaftlerInnen / freier Zusammenschluss von StudentInnenschaften (Hrsg.): Studiengebühren, Elitekonzeptionen & Agenda 2010. Marburg 2004, ISBN 3-924684-93-6, S. 36–38.
- Aktionsbündnis gegen Studiengebühren (Hrsg.): Argumente gegen nachgelagerte Studiengebühren. Berlin 2008. (PDF auf: abs-bund.de; 905 kB)